# Ariarathe II
Pour les articles homonymes, voir Ariarathe.
Ariarathe II (en grec : Aριαράθης) est un prétendant à partir de 322 av. J.-C. puis dynaste de Cappadoce en 301 av. J.-C., mort vers  280 av. J.-C.

## Origine
Ariarathe II est le fils aîné d’Orophernès, et le petit-fils d’Ariamnès Ier.
Diodore de Sicile précise qu'Ariarathe Ier aurait aimé « extraordinairement » son frère qu'il promut aux dignités les plus élevées. Il l'envoya  avec un contingent  afin de renforcer l'armée du Grand-Roi lors de la reconquête de l'Égypte sur le Pharaon Nectanébo II. Orophernès serait revenu de cette expédition comblé d'honneurs par Artaxerxès III en récompense de sa bravoure, mais il meurt peu après son retour dans son pays, laissant deux fils, Ariarathès et Arysès, qui sont adoptés par leur oncle.

## Règne
Toujours selon Diodore de Sicile, après le supplice en 322 av. J.-C. du dernier satrape Ariarathès Ier, le neveu et homonyme de ce dernier renonce à l'espoir de se maintenir dans son domaine ancestral et se retire avec un petit nombre de partisans en Arménie.
Une vingtaine d'années plus tard, Eumène de Cardia et Perdiccas étant morts, Antigone le Borgne et Séleucos Ier étant occupés à se combattre dans une lutte inexpiable, Ariarathès obtient l'aide d'Oronte III ou Ardoate, roi des Arméniens, qui lui confie une armée pour reconquérir son domaine. Ariarathès tue Amyntas, le général des Macédoniens, chasse promptement ces derniers du pays, et recouvre en 301 av. J.-C. le domaine de ses ancêtres.